# ثيو سورينسن
ثيو سورينسن (بالنرويجية البوكمول: Theo Sørensen)‏ هو مبشر نرويجي، ولد في 25 مايو 1873، وتوفي في 2 سبتمبر 1959.